# Asha Puthli
Asha Puthli (nacida en Bombay) es una cantante, compositora, productora y actriz india. Reconocida por su prestigiosa voz temeraria, debido a un álbum discográfico titulado "Science Fiction"  o "Ciencia Ficción", en la que incluye los géneros musicales como el jazz Ornette Coleman, Asha Puthli ha grabado por lo menos unos diez álbumes en su carrera como solista, bajo los sellos como EMI, CBS / Sony, y RCA. Ella ha sido denominada pionera de 'world music' y un cosmopolita intrépida. 
Sus álbumes discográficos, abarcan estilos como el blues, pop, rock, soul, funk, disco y techno, en la que se han producido a la talla de Del Newman (quien ha producido para Elton John y Cat Stevens) y Teo Macero (que ha producido Miles Davis y Vernon Reid). 

## Discografía
Álbumes
- Asha Puthli (CBS) 1973
- She Loves to Hear the Music (CBS) 1974
- The Devil is Loose (CBS) 1976
- Asha L'Indiana (TK Records) 1979
- 1001 Nights of Love (Polygram) 1980
- I'm Going to Kill It Tonight (Autobahn) 1981
- Only the Headaches Remain (Polygram) 1982
- Asha: The New Beat of Nostalgia (Top of the World Records) 1998

Apariciones en
- Science Fiction - Ornette Coleman (Columbia) 1971
- Mirror - Charlie Mariano (Atlantic) 1972
- Squadra Antigangsters (Cinevox) 1979 - soundtrack
- Easily Slip Into Another World - Henry Threadgill (Novus) 1989
- Loft Classics XII - Various Artists (Loft Classics) 1995
- Groovy Vol 1: A Collection of Rare Jazzy Club Tracks - Various Artists (Irma) 1996 - compilation
- Groovy Vol 2: A Collection of Rare Jazzy Club Tracks - Various Artists (Irma)  1997 - compilation
- Export Quality - Dum Dum Project (Times Square / Groovy) 2001
- Walking on Music - Various Artists (Corona) 2001 - compilation
- Psychedelic Jazz and Soul from the Atlantic and Warner Vaults - Various Artists (Warner UK) 2001 - compilation
- Mpath - Wanderer - Gardner Cole (Triloka) 2003
- Accerezzami - Fausto Papetti (n/a) 2003
- Chillout in Ibiza, Vol. 5 - Various Artists (Smart) 2003 - compilation
- The Karma Collection (Ministry of Sound) - Various Artists 2003 - compilation
- Asana Vol 3: Peaceful Heart - Bill Laswell (Meta) 2003
- The Trip - Tom Middleton, Various Artists (Family Recordings) 2004 - compilation
- Fear of Magnetism - Stratus (Klein) 2005
- Asana OHM Shanti - Bill Laswell (Meta) 2006
- Cosmic Dancer - Voyage Three - Various Artists (Cosmic Dancer) 2006 - compilation